# Leichtathletik-Weltmeisterschaften 2009/Teilnehmer (Türkei)
| Gelbes Symbol für Goldmedaillen mit stilisierten Olympischen Ringen | Graues Symbol für Silbermedaillen mit stilisierten Olympischen Ringen | Braundes Symbol für Bronzemedaillen mit stilisierten Olympischen Ringen |
| ------------------------------------------------------------------- | --------------------------------------------------------------------- | ----------------------------------------------------------------------- |
| —                                                                   | —                                                                     | 1                                                                       |

Der türkische Leichtathletik-Verband stellte neun Athleten bei den Leichtathletik-Weltmeisterschaften 2009 in Berlin.

## Ergebnisse

### Männer

#### Sprung/Wurf
| Athlet              | Disziplin  | Qualifikation | Qualifikation | Finale             | Finale             |
| Athlet              | Disziplin  | Weite/Höhe    | Platz         | Weite/Höhe         | Platz              |
| ------------------- | ---------- | ------------- | ------------- | ------------------ | ------------------ |
| Ercüment Olgundeniz | Diskuswurf | 57,52 m       | 29            | nicht qualifiziert | nicht qualifiziert |
| Eşref Apak          | Hammerwurf | 70,70 m       | 27            | nicht qualifiziert | nicht qualifiziert |
| Fatih Avan          | Speerwurf  | 78,12 m       | 19            | nicht qualifiziert | nicht qualifiziert |

### Frauen

#### Laufdisziplinen
| Athletin            | Disziplin        | Vorlauf         | Vorlauf | Halbfinale         | Halbfinale         | Finale             | Finale             |
| Athletin            | Disziplin        | Zeit            | Platz   | Zeit               | Platz              | Zeit               | Platz              |
| ------------------- | ---------------- | --------------- | ------- | ------------------ | ------------------ | ------------------ | ------------------ |
| Yeliz Kurt          | 800 m            | 2:13,42 min     | 39      | nicht qualifiziert | nicht qualifiziert | nicht qualifiziert | nicht qualifiziert |
| Alemitu Bekele      | 1500 m           | 4:13,69 min SB  | 33      | nicht qualifiziert | nicht qualifiziert | nicht qualifiziert | nicht qualifiziert |
| Alemitu Bekele      | 5000 m           | 15:19,88 min SB | 8       |                    |                    | 15:18,18 min SB    | 13                 |
| Elvan Abeylegesse   | 5000 m           | DNS             | DNS     |                    |                    | –                  | –                  |
| Elvan Abeylegesse   | 10.000 m         |                 |         |                    |                    | DNS                | DNS                |
| Nevin Yanıt         | 100 m Hürden     | 12,92 s         | 14      | 12,99 s            | 15                 | nicht qualifiziert | nicht qualifiziert |
| Aslı Çakır Alptekin | 3000 m Hindernis | 10:06,64 min    | 41      |                    |                    | nicht qualifiziert | nicht qualifiziert |

#### Sprung/Wurf
| Athletin        | Disziplin  | Qualifikation | Qualifikation | Finale     | Finale |
| Athletin        | Disziplin  | Weite/Höhe    | Platz         | Weite/Höhe | Platz  |
| --------------- | ---------- | ------------- | ------------- | ---------- | ------ |
| Karin Melis Mey | Weitsprung | 6,67 m        | 6             | 6,80 m     | Bronze |